# Aalbrecht Arent del Court van Krimpen
Aalbrecht Arent del Court van Krimpen (Haarlem, 24 januari 1856 – aldaar, 14 december 1924) werd “de vader van golf in Nederland” genoemd.

## Persoonlijk
Del Court van Krimpen was een zoon van Aalbrecht Arent del Court (1810-1884) en Elisabeth Anna Petronella van Sypesteyn (1819-1904). Hij bracht zijn jeugd door op Landgoed Rooswijk bij Velsen, waar hij later ook zelf woonde voordat hij naar Velp verhuisde. Hij trouwde in 1884 met Maria Henriëtte Prévinaire, vrouwe van Callantsoog, dochter van de vermogende Haarlemse textielfabrikant Marie Prosper Prévinaire. Uit dit huwelijk werden drie kinderen geboren, onder wie de vooroorlogse golfer Gerry del Court van Krimpen.

## Golfbaan-architect
Aan het eind van de 19e eeuw ontstonden de eerste golfbanen in Nederland. Del Court stond aan de bakermat van de ontwikkeling van golf in Nederland. Door zich al vroeg te specialiseren in het ontwerpen van golfbanen wist hij met grote betrokkenheid meerdere golfbanen te ontwerpen en het spel te bevorderen. Del Court heeft banen ontworpen in Callantsoog en Wijk aan Zee. Tevens ontwierp hij de baan voor de Kennemer Golfclub en was oprichter van de Rosendaelsche Golfclub. Toen de Rosendaelsche op problemen stuitte met de pacht van de gronden in Rozendaal, stelde Del Court landgoed Delhuyzen in Arnhem ter beschikking voor de aanleg van de golfclub. Hij had deze gronden aangekocht om een Arnhemse golfclub te stichten. Naast eigenaar van de gronden werd Del Court voorzitter van de Rosendaelsche golfclub en tevens was het ontwerp van deze baan van zijn hand. Ook heeft hij een grote adviesrol gehad bij het ontstaan van de golfbaan bij Noordwijk.

## Golfer
Del Court behoorde tot de topgolfers van Nederland in zijn tijd. Hij speelde regelmatig mee met het Championaat van Nederland, het latere Internationaal Amateur Kampioenschap. Zijn beste prestatie was derde plaats van deze kampioenschap in 1905. Ook won hij in 1901 de jaarlijkse vijfdaagse wedstrijd om de Havemeyer Cup in Pau.

## Dijkgraaf
Del Court was naast een rentenierend bestaan dijkgraaf van de Velserbroekpolder, die sinds zijn geboortejaar door de Velserdijk (een zomerdijk) beschermd werd. De polder had geen eigen gemaal en diende voor opvang van overtollig water uit het Wijkermeer en het IJ. Wel waren er vier sluizen om het water desgewenst te laten wegstromen. Nadat het Noordzeekanaal in 1876 was gegraven, stroomde de Velserboekpolder niet meer onder en konden er gewassen worden verbouwd. In zijn tijd kwam de polder hierdoor tot bloei. In 1913 werd het Gemaal Velserbroek, een vast gemaal, gebouwd.
1. ↑  Ook vermeld als Aelbrecht Arend del Court (van Krimpen).